# Bitka za Zubiće
Bitka za Zubiće vodila se između odreda El Mudžahid Armije RBiH i Hrvatskog vijeća obrane u selu Zubićima kod Novoga Travnika 25. listopada 1993. Muslimanske snage željele su otvoriti put za pad Novog Travnika preko Zubića, jedine dominantne kote koja je osiguravala obranu grada, međutim, uspješnom obranom Zubića od strane HVO-a, pad Novog Travnika je spriječen.

## Bitka
Selo Zubići su bili najisturenija crta novotravničkog HVO-a koja se u obliku potkovice u dužini od dva kilometra našla okružena muslimanskim snagama s tri strane. Od početka napada Armije RBiH na Novi Travnik 11. lipnja 1993. branitelji Zubića bili su izloženi svakodnevnom napadanju. HVO u Zubićima je svo vrijeme odolijevao napadajima Armije RBiH imajući u vidu da su Zubići osiguravatelj obrane Novog Travnika. Muslimanske snage su, nakon povratka odreda El Mudžahid s uskopljanskog bojišta, odlučile izvesti konačni napad na Zubiće. Mudžahedini su svom silinom 25. listopada 1993. udarili na spojeve crte lijevo prema Rankovićima na Lager (Zubićki put), a desno na spoju prema Rastovcima.
Braneći taj spoj, duljine 100-tinjak metara, koji je spajao obranu Zubića s ostatkom hrvatskog područja, poginulo je u prvom razdoblju napada nekoliko hrvatskih branitelja koji su se odbili izvući i odlučili se odupirati brojčano moćnijim muslimanskim snagama. U 8:30 mudžahedini su uspjeli odsijeći spojeve i dovesti hrvatske branitelje u okruženje. Uzimajući u obzir svoju brojčanu nadmoć i zemljopisnu dominaciju, počeli su slaviti "najslađu pobjedu".
Međutim, uskoro su se organizirale sve interventne postrojbe novotravničkog HVO-a te nekoliko drugih postrojbi iz Operativne zone Središnja Bosna, ali uključili su se i dobrovoljci te starci. U 16:00 sati krenuo je proboj HVO-a prema Zubićima, koji se razvio u brobu prsa u prsa protiv mudžahedina. Nakon nekoliko sati borbe, hrvatske snage su se probile do branitelja u Zubićima koji su formirali kružnu obranu i tako odolijevali mudžahedinskim napadima. Muslimanske snage su nakon poraza u Zubićima doživjele fijasko. Zapovjednik obrane Zubića, Emil Popović, po narodnosti Slovak, zarobljen je, mučen i ubijen.